# 奧阿
奧阿（英語：'Aoa）是美屬薩摩亞圖圖伊拉島東北海岸的一座村莊。奧阿靠近島嶼東端，位於島嶼的狹窄處，通過公路與南海岸的阿莫利相連。奧阿是圖圖伊拉島上歷史最悠久的陶瓷生產地。奧阿地處於一個大型U形山谷中，座落在沙灘上。淡水由一條流經村莊的河流提供。奧阿位於維法努奧縣。